# Nobujuki Maedžima
Nobujuki Maedžima (* 1940) je bývalý japonský zápasník–judista.

## Sportovní kariéra
Připravoval se na Tenrijské univerzitě. Po skončení vysokoškolských studií byl zaměstnancem průmyslového koncernu Mitsubishi. V japonské reprezentaci se pohyboval v šedesátých letech v těžké váze. Sportovní kariéru ukončil po roce 1970.

## Výsledky

### Váhové kategorie
| Turnaj               | 1966       | 1967       | 1968       | 1969       | 1970       |
| Turnaj               | 25         | 26         | 27         | 28         | 29         |
| Turnaj               | těžká váha | těžká váha | těžká váha | těžká váha | těžká váha |
| -------------------- | ---------- | ---------- | ---------- | ---------- | ---------- |
| Olympijské hry       |            |            |            |            |            |
| Mistrovství světa    |            | 2.         |            | —          |            |
| Mistrovství Asie     | 1.         |            |            |            | —          |
| Mistrovství Japonska | ?          |            | ?          | ?          | ?          |

### Bez rozdílu vah
| Turnaj               | 1966 | 1967 | 1968 | 1969 | 1970 |
| Turnaj               | 25   | 26   | 27   | 28   | 29   |
| -------------------- | ---- | ---- | ---- | ---- | ---- |
| Olympijské hry       |      |      |      |      |      |
| Mistrovství světa    |      | —    |      | —    |      |
| Mistrovství Asie     | 1.   |      |      |      | —    |
| Mistrovství Japonska | 3.   | úč.  | úč.  | úč.  | úč.  |